# Arka Noego (film 1928)
Arka Noego (ang. Noah's Ark) – amerykański film dramatyczny z 1928 roku. Film w oryginalny sposób przyrównuje sytuację żołnierzy walczących na froncie zachodnim I wojny światowej, do biblijnej Arki, zbudowanej przez Noego, która ocaliła garstkę ludzi i zwierząt od potopu.

## Obsada
- Dolores Costello – Marie / Miriam
- George O’Brien – Travis / Jafet
- Noah Beery – Nickoloff / król Nephiliu
- Louise Fazenda – Hilda / pracownica tawerny
- Guinn 'Big Boy' Williams – Al / Cham
- Paul McAllister – minister / Noe
- Myrna Loy – tancerka / niewolnica
- Anders Randolf – Niemiec / dowódca żołnierzy
- Armand Kaliz – Francuz / dowódca królewskiej straży
- William V. Mong – karczmarz / strażnik
- Malcolm Waite – Balkan / Shem
- Nigel De Brulier – żołnierz / arcykapłan
- Noble Johnson – handlarz niewolnikami
- Otto Hoffman – handlarz

## Informacje o produkcji
Film kręcono w Basin i Los Angeles (Kalifornia, USA). W czasie kręcenia sceny potopu doszło do nieszczęśliwego wypadku, w wyniku którego utonęło trzech statystów.